# Chalaroachaeus curvipes
Chalaroachaeus curvipes is een krabbensoort uit de familie van de Inachidae. De wetenschappelijke naam van de soort is voor het eerst geldig gepubliceerd in 1902 door de Man.